# Dettmar Cramer
Dettmar Cramer (Dortmund, 1925. április 4. – Reit im Winkl, 2015. szeptember 17.) német labdarúgó, edző.

## Pályafutása
A dortmundi ÖSG Viktoria 08, majd a Germania Wiesbaden csapatában játszott.
1960 és 1963 között a japán válogatott technikai tanácsadója volt. 1964 és 1966 között Helmut Schön segédedzőjeként tevékenykedett a nyugatnémet válogatottnál. 1971 és 1974 között az egyiptomi, 1974-ben az Egyesült Államok válogatottjának a szövetségi kapitánya volt. 1974-ben a Hertha, 1975 és 1977 között a Bayern München, 1977–78-ban az Eintracht Frankfurt vezetőedzőjeként dolgozott. A Bayern két BEK-győzelmet ért el. 1978 és 1981 között a szaúdi ál-Ittihád, 1981–82-ben a görög Árisz Szaloniki szakmai munkáját irányította. 1982-ben hazatért és 1985-ig a Bayer 04 Leverkusen vezetőedzője volt. 1984–85-ben a maláj válogatott szövetségi kapitánya, 1991–92-ben a dél-koreai U23-as válogatott technikai tanácsadója volt. 1997-ben a thaiföldi válogatott szakmai irányítása volt az utolsó állomása edzői pályafutásának.

## Sikerei, díjai
Bayern München
- Bajnokcsapatok Európa-kupája
  - győztes: 1974–75, 1975–76
- Interkontinentális kupa
  - győztes: 1976